# 結界師角色列表
本列表介绍结界师的登场人物。
- 配音員記載順序為：日本配音員；台灣「木棉花版本／曼迪版本」配音員；香港配音員。

## 結界師

### 主角
墨村良守
配音：吉野裕行、白石涼子〔幼年〕（日本）；賀宇傑、龍顯蕙〔幼年〕／張立昂、劉如蘋〔幼年〕（台灣）；陳健豪（香港）
本作男主角。14歲，國二生，墨村家次男，第22代墨村家繼承人。在術方面，以力量方面比較優秀。在正統繼承人身上，會在右手手掌心有個正方形的方印。良守本為左撇子。喜歡喝咖啡牛奶。與時音是鄰居，經常受時音照顧。長大後，二人常常比賽誰先解決妖怪。
小時候十分討厭結界師的工作，但在9歲時，因自己同情妖怪，令時音右手受傷留下疤痕，自此下定決心要保護時音。討厭他的大哥正守，看到正守和時音一起玩時很忌妒。非常喜歡時音，自修史口中聽到時音向靜江講過喜歡糖果城堡後，一直努力鑽研蛋糕城堡。為了不再讓別人受傷，決心要封印烏森之地。
故事後段，良守通過極限無想修行，於狩獵神祐地之役覺醒，得到管理者希格瑪。能跟烏森之地溝通，縞野稱良守為歷代最強的共鳴者。能借宙心丸的力量使用接近神一般的力量真界，真界可以排除任何敵人，同時能保護同伴，甚至可以用來回歸一切，是創造世界的術。
雪村時音
配音：齊藤梨繪（日本）；馮嘉德／楊詩穎（台灣）；劉惠雲（香港）
本作女主角。16歲，高一生，雪村家的獨生女，第22代雪村家繼承人。在術方面，以技巧方面比較優秀。在正統繼承人身上，會在左胸有個正方形的方印。性格冷靜、會理性面對戰鬥的女孩。學業成績優秀，腦筋和組織力很好，笑容甜美，被男學生和男老師視為理想對象，有「平成年間的南丁格爾」之稱。
有穿越結界的能力，被時子認為有成為穿透師的資質，經過穿透術訓練後，能使用波同·最終奧義 空身，能免受任何咒術攻擊。小時候看見被妖怪攻擊的爸爸死亡，自此以結界師這工作為榮。小時候十分照顧良守，因家族自古互相敵視，白天時不願與良守交談，良守跟著她，時音厭煩時，會對良守說些措詞強烈點的話，使良守很消沉，後面发现自己慢慢的喜欢良守。

### 墨村家
墨村繁守
配音：多田野曜平（日本）；孫中台／陳幼文（台灣）；黃志明（香港）
68歲。第21代墨村家當家，正統繼承人，右手手掌心有個正方形的方印。良守的爺爺，經常破壞良守做好的蛋糕城堡。與鄰居雪村時子發生爭執，曾和雪村時子是青梅竹馬。
墨村守美子
配音：金野惠子（日本）；馮嘉德／劉如蘋（台灣）；劉惠雲（香港）
墨村家最神秘的人，良守的母親，繁守的女兒。曾三番四次推掉裏會的工作，曾派遣式神到墨村家報訊。守美子雖然不是正統繼承人，但時守曾對良守說過:「她是即使你使出無想，也望塵莫及的優秀術者。」曾將土地神級的妖龍引至烏森。而守美子唯一接過裏會的工作，在一次將神祐地上失控的土地神給制止的任務中，因為土地神後裔要求，守美子將土地神給殺掉。在由裏會控管的異能者世界當中，殺掉土地神是重到需要被處以極刑的重罪，守美子也因此而外出流浪。10年前，守美子帶著一臉若無其事的表情出現在烏森異界里的間時守面前，從那時起，間時守開始籌備整個封印計劃，守美子則周遊全國神祐地選定封印場所。
墨村修史
配音：村治學（日本）；黃天佑／歐祖豪（台灣）；羅偉傑（香港）
墨村家的入贅婿，良守的爸爸。沒有靈感，現職為在家工作的小說家，是個十分溫柔又很會做飯的好爸爸。
墨村正守
配音：宮内敦士（日本）；李世揚／陳彥鈞（台灣）；羅偉傑（香港）
21歳。墨村家長男，良守的兄長。「裏會」實行部隊「夜行」頭目。性格冷靜穩重。只專注於有關力量的結界術，並能使用絕界。擁有一條黑色的錦鯉，名為黑姬，可以偵察大範圍內的敵人。因為希望自己是正統繼承人，所以對於良守，有一種微妙的忌妒心理。「裏會」史上最年輕幹部，擔任十二人会第七客，與第八客的扇一郎不和。并沒有通過極限無想的修行。為討伐總帥的一員，任務是殺死總帥．逄海日永。討伐戰結束後成為新生「裏會」的幹部之一，負責招收新人。
墨村利守
配音：川莊美雪（日本）；馮嘉德／連婉鈞（台灣）；周文瑛（香港）
9歲。墨村家的三男，正守和良守的弟弟。雖然力量較為薄弱，不像良守具有才能，但性格比良守冷靜、穩重。
斑尾
配音：大西健晴（日本）；黃天佑／陳彥鈞（台灣）；何伟诚（香港）
約500歲，是墨村家的妖犬（死後的亡靈），有特強靈敏嗅覺，能探測妖怪的位置。靈魂住在狗屋，利守經常在狗屋前的食物盤放狗糧，認為這是對斑尾關懷的表現，常和良守吵鬧。喜愛的食物是附帶靈魂的新鮮鹿肉。班尾原名為銀露，生前和鋼夜是患難兄弟，因人類佔領了原來居住的山頭，導致欠缺食物飢餓而死。死後靈魂徘徊於生前居地，在一百年後遇見間流結界術開山祖間時守，並對他一見鍾情，甘願被他所封印，並跟隨左右，間時守離開後便伴隨間時守弟子墨村家族世代。
縞野
無想房守門人，專門為墨村的正統繼承人做訓練，外表是一隻虎斑貓又，會從兩條尾巴放出電: 有消除疲勞的效果，脖子上掛著的似乎是某房間的鑰匙。從400年前就開始在間時守身邊幫他訓練正統繼承人。

### 雪村家
雪村時子
配音：田中真弓（日本）；龍顯蕙／劉如蘋（台灣）；周文瑛（香港）
70歲。第21代雪村家當家，正統繼承人，左胸有個正方形的方印。時音的奶奶，比起墨村繁守，更精通結界的技巧。曾和繁守是青梅竹馬，比繁守大兩歲。
雪村時雄
配音：横堀悦夫（日本）；李世揚／陳幼文（台灣）
時音的爸爸。雖然沒有方印，但是為了避免把自己最愛的獨生女（時音）推上戰場，自己當上結界師，負責保護烏森的工作，最後戰死。
雪村靜江
配音：百百麻子（日本）；馮嘉德／連婉鈞（台灣）
時音的媽媽，是個十分溫柔的母親，會與修史聯絡，沒有因家族問題而互相仇視。可能是因為時音和時子的關係，其捕殺蟑螂的技術十分高超。時音：「她是職業級的，力道剛好能把蟑螂殺死，但又不會讓內臟跑出來。」
白尾
配音：石井正則（日本）；孫中台／陳幼文（台灣）；罗伟杰（香港）
約400歲，是雪村家的妖犬。比斑尾年輕，但是比斑尾更早生前就跟隨開山祖間時守。稱呼16歲時音為「honey」，時音比較小的時候是稱作「小女孩」，而稱呼時子為大honey（因為時子是時音的奶奶）。
三毛野
波同房守門人，專門為雪村的正統繼承人做訓練，外表是一隻普通三色貓，脖子上也有掛鑰匙。從400年前就開始在間時守身邊幫他訓練正統繼承人。

### 烏森城相關者
間時守
配音：山野井仁（日本）；黃天佑／陳幼文（台灣）
間流結界術的開山祖，亦是白尾和斑尾的主人。突然出現在新·烏森城，指導良守封印宙心丸所需要的技巧。看出良守為左撇子，並指導他修正為左手施術。
月影
烏森城的公主，間時守的妻子，擁有極強的靈感力，在產下「宙心丸」後死去，並化成幽靈將兒子託付給間時守後升天。另外，月影公主似乎很喜歡看『奇怪的東西』，而且能跟妖怪說話。
宙心丸
烏森城的主人，間時守與月影公主的兒子，擁有魂藏的人類，外表是一個小孩子，喜歡玩躲貓貓。烏森之地的『烏森』就是以他的姓來命名的。

## 裏會

### 霸久魔之城

#### 日永一派
逢海日永
外表是一個小孩的樣子，被裏會成員稱為總帥，身邊的人則稱其為王。能力為海蛇狀的精神操縱，可以得到所支配者能力成為雙重能力者。以不斷更換被支配者生存了數百年，前一個容器是一個老人。狩獵神祐地的目的是為了向逢海月久報仇，因為月久改了他的記憶。表面目的是為破壞裏會和所有創造出來的一切。
指示扇七郎與零號殺害狐之塚奇平、扇一郎、奧久尼和狩獵神祐地的幕後兇手。
水月
出身於龍仙境，年齡約800歲，記錄者，服侍脫離城堡的總帥，眼睛和頭腦經過改造，能將裏會所有記錄到自己腦中。400年前是日永的妻子。
小遙
現任容器的親生妹妹。總帥似乎很疼她。
零號
刺猬頭，能製造出長劍由高處向下攻擊，為總帥貼身護衛。奉總帥之命殺死逢海月久而在狩獵神佑地 - 烏森時前往夢路久臣住處。在夢路久臣被殺的千鈞一髮之際，逢海月久強制寄生在森林中的一隻鳥身上做為中繼點而被月久佔據身体。最後在霸久魔之地的異界中連同逢海月久一同被逢海日永殺死。
叁號／冰浦蒼士
個性寡言且思考一件事情要想很久，並絕對遵守命令。似乎很喜歡機械。名字是水月取的，意思是藍色的武士。總帥派遣到烏森輔佐結界師，疑似遭人利用派去獵殺神祐地，能力是用咒力形成刀狀攻擊、覆蓋全身防禦或者是加強身體的機能。剛被派遣至烏森時，信函說要住在雪村家，因為良守的極力反對，良守懷疑他是狩獵神佑地人的同夥，因而住在墨村家。在獵殺神佑地後，再度回到總帥身邊。但內心有什麼改變了在尋找自我中。在加入了夜行而從閃那裡收到良守送的一支自動筆做為夜行入隊紀念禮物後露出了自初次登場以來的第一次笑容。

#### 月久一派
逢海月久
以精神操縱支配夢路久臣扮演十二人會第一客。為了超越哥哥日永參予狩獵神祐地，以不斷更換被支配者生存了數百年。四百年前跟總帥兩兄弟創造了裏會。支配夢路久臣時被零號殺害，但其實沒有死掉，因為他在最後改為支配零號。能力為海星狀的精神操縱，可以得到所支配者能力成為雙重能力者。最後被逢海日永所殺。和日永並非親生兄弟，但因記憶錯亂到最後忘了真相。
架袈琉
裏會中兩位創造獨有咒術體系的女天才咒術師（另一位為魅稚琉）。比較衝動，認為他們兩人一起施行的術是最強的，想獲的得力量 因為認為只要獲得力量就不會被拋棄。其實很愛哭，把魅稚琉當成姊姊，為了魅稚琉，什麼事都能做（擁有魂藏）。在狩獵神祐地烏森一戰失敗後兩人被良守逮住，良守還來不及問完話便被扇七郎殺害，但因為架袈琉是魂藏的擁有者而復活。
魅稚琉
裏會中兩位創造獨有咒術體系的女天才咒術師（另一位為架袈琉）。比較冷靜，為了架袈琉而狩獵神佑地，很有當姊姊的樣子。在狩獵神祐地烏森一戰失敗後兩人被良守逮住，良守還來不及問完話便被扇七郎殺害。
壹號
被當作給逢海日永的棋子。參與狩獵神祐地烏森時失敗，險些被扇七郎殺死，在清晨架袈琉復活後，帶著架袈琉離開烏森回到霸久魔之地的異界中。在魔浦羅大人讓出了霸久魔之地後帶著架袈琉與其他的人偶們一同離開異界。
貳號）
混合妖，能操控黑色火焰。在狩獵神佑地烏森失敗後被扇七郎殺死。

### 十二人會
夢路久臣
配音：中多和宏（日本）；黃天佑／張立昂（台灣）
十二人會第一客。能力為自然系操縱者，操縱植物。
被逢海月久以精神操縱支配，因裏會幹部相繼被殺害事件，而暫時掌管裏會的所有權限，最後被零號殺害。
鬼童院奴良
十二人會第二客。外表為穿著黑斗篷的小孩，為夜未的姑祖母，是裏會的和平主義者，極度討厭爭端生性害羞。並擁有鬼使的能力及首屈一指的兵力，被龍姬稱為是最上位的超自然系操縱者。對鬼十分愛護。在年輕時就將戶主的位置讓給了弟弟並隱居起來，因情面才加入十二人會。
花了龍姬50年才打開心扉，為討伐總帥的一員。討伐戰結束後為新生．裏會的首領，但實際上由龍姬掌握實權。
龍姬
配音：百百麻子（日本）；馮嘉德／劉如蘋（台灣）
十二人會第三客。在破壞第三客的牌子後出走。外號「雷神」，擁有操縱雷之力的龍混妖，在混妖中算最頂級的能力。年輕時曾和扇一族的當家（扇二藏）並稱「風神」、「雷神」胡鬧過。
窩藏了裏會預言組織蛇之眼的餘黨，並對正守表明巫女認為他是討伐總帥的重要一員。邀請正守、鬼童院、銀魅、扇七郎參加討伐總帥的會議，為討伐總帥的首腦，討伐戰結束後成為新生．裏會的幹部之一，雖然首領為鬼童院奴良，但實際上由龍姬掌握實權。
冥安
配音：不明（日本）；賀宇傑／陳彥鈞（台灣）
十二人會第四客。外表似乎是一個僧侶的樣子，裏會研究室特別顧問。
因夢路久臣被零號殺死，鬼童院奴良拒絕，龍姬離開，所以按照順序接替已死的夢路掌管裏會。用禁術創造出兩隻黑兜打算對抗總帥，後被總帥控制精神。雖然具有很強的管理能力，但是在他作為特別顧問的研究室裡，一直反覆進行著慘無人道的人體實驗，所以在討伐總帥戰爭中被扇七郎所殺。
腐部骸次
十二人會第五客。只要是屍體或骸骨皆可用咒力加以操縱，並變成自己的士兵。
被總帥控制精神，後來被扇七郎打敗。
銀魅霞玄
十二人會第六客。雙重能力者，能力為以咒力具現自己的愛刀「黑雨」其刀刃像水一樣和狼混妖。
在裏會本部遭襲的六天前遞交辭呈退出裏會，為討伐總帥的一員。討伐戰結束後成為新生．裏會的幹部之一。
墨村正守
十二人會第七客。
扇一郎
配音：鄉里大輔（日本）；孫中台／陳幼文（台灣）；黎家希（香港）
十二人會第八客。來自能操縱風的扇之一族，身軀龐大，頭上套著個大袋子。透過一個「荒唐的術」將自己以及五位弟弟結合，亦即六位一體，所以力量十分強大。
扇一郎私底下和白有往來，曾故意把正守調往遠方，以便黑芒樓入侵烏森。正守所率領的夜行曾因為扇一郎的關係多次出現傷亡者，導致正守忍無可忍隻身前往扇一郎的住所，被正守困住後，情急之下將傷害強硬地加諸在最小的弟弟扇六郎身上並將那「荒唐的術」解開後拋棄他，最後扇一郎等五兄弟則被自己最小的弟弟扇七郎所殺。
奧久尼
配音：不明（日本）；孫中台／楊詩穎（台灣）
十二人會第九客。實為女性，裡會調查室特別顧問，求知慾十分強。在裏會裡有數量最多的部下。人稱「吞食謎題的奧久尼」，因對於知識的過分渴求而幻化成妖。
被零號所暗殺。
紡崎一親
配音：不明（日本）；賀宇傑／陳彥鈞（台灣）
十二人會第十客。只要不是活體皆可操縱。
現已被總帥控制精神，討伐總帥戰爭中被鬼童院奴良的近侍銀結成冰。
狐之塚奇平
配音：不明（日本）；黃天佑／歐祖豪（台灣）
十二人會第十一客。帶著狐狸面具。
在奧久尼被殺後一直針對正守，並主張是正守殺害奧久尼和扇一郎，最後卻想脫罪，使正守差點失控，被扇七郎所殺。
咒寶
十二人會第十二客。能力為用咒術與大地龍脈呼應並操縱其能力，外表為戴者黑面罩穿著黑背心的黑髮男子。
現已被總帥控制精神。
無道
十二人會前第七客。在裏會被人稱為「不死身無道」，魂藏的擁有者，其實只要多殺幾次到力量耗盡即可。能力為從手上製造出圓狀黑色彈丸，可以運用黑色彈丸進行攻擊，其圍巾亦可作為武器，來無影去無蹤，成妖後可漂浮。在挑戰日永失敗後，為求找尋更強大力量，脫離裏會出走，其空位由墨村正守繼任。後來闖入淡幽的次元領域，欲吞噬其力量，卻遭墨村兄弟與淡幽的共同抵禦而行動失敗，最後與淡幽所關閉的次元領域一起消逝。正守為了更接近總帥，四處尋找幹下大屠殺之前的無道的遺物，最後終於找到幾根遺髮，透過奧久尼的部下讓他以靈體之姿重返世間。

### 夜行
裏會所屬暗部執行組織。

#### 帶領者
墨村正守
夜行首領，夜行No.1。
刃鳥美希
配音：村山香月（日本）；龍顯蕙／劉如蘋（台灣）
夜行副首領，夜行No.2。20歲，很漂亮的女生，髪色為綠色。很關心首領墨村正守。左臂上有著綠色的刺青，可於戰鬥時召出四隻黑色刺鳥進行攻擊。

#### 戰鬥班
卷緒慎也
配音：板倉光隆（日本）；黃天佑／陳彥鈞（台灣）
夜行戰鬥班主任，操影師，能將影子做出任何變化，咒現化能力者。
志志尾限
配音：宮下榮治、田中真弓〔幼年〕（日本）；李世揚、馮嘉德〔幼年〕／歐祖豪、連婉鈞〔幼年〕（台灣）；李家傑、吳小藝〔幼年〕（香港）
14歲。夜行成員，混合妖。私立烏森學園的轉學生，奉正守之命保護烏森之地，並輔佐結界師，起初和良守等人相處不睦，後來漸漸打開心扉。小時候曾差點殺了自己的姊姊，所以不習慣與其他人相處，對於正守一直是保持著尊敬和畏懼的態度。不喜歡甜食。在跟牙銀的激戰中遭火黑殺害。結局時以良守跟宙心丸的力量以幻象的方式重生在真界裡，並且隨著良守自己的幻象一起成為宙心丸的玩伴。
白道
配音：樫井笙人（日本）；孫中台／歐祖豪（台灣）
夜行戰鬥班成員，武僧，絕招是月刃。
黃道
配音：奈良徹（日本）；黃天佑／陳彥鈞（台灣）
夜行戰鬥班成員，武僧，絕招是炎陽玉。
行正薰
配音：影平隆一（日本）；黃天佑、賀宇傑／陳幼文、歐祖豪（台灣）
夜行戰鬥班成員，武器為武士刀，使用時才出現黃色火炎刀刃。似乎也認識無道。
轟大吾
配音：藤井啓輔（日本）；李世揚／陳幼文（台灣）
夜行戰鬥班成員，混合妖，力氣很大，武器是嵌有尖刺的大鐵棒。
武光喜朗
配音：增田裕生（日本）；孫中台、黃天佑／張立昂（台灣）
夜行戰鬥班成員，武器為大武士刀，咒現化能力者(大刀)。個性灑脫的眼鏡哥。
八重樫大
夜行戰鬥班成員，會使用分身術。13歲，無口。
章樹
配音：明平鐵平（日本）；賀宇傑／陳幼文（台灣）；何偉誠（香港）
夜行戰鬥班成員，動畫原創角色。18歲。

#### 情報班
細波慧
夜行情報班主任，夜行No.3。能力是水狀的精神感應系能力者。曾想過背叛正守但被正守氣勢嚇到而改變想法，並指導影宮閃讀心術和情蒐的能力。
翡葉京一
配音：井上剛（日本）；黃天佑／張立昂（台灣）；羅偉傑（香港）
夜行情報班成員，混合妖，似乎有植物的能力，能用附有小刀的藤蔓攻擊。奉正守之命帶志志尾來烏森之地的幹部，但他似乎很討厭志志尾，但是志志尾死的時候，露出一絲悲傷。
影宮閃
配音：木村良平（日本）；李世揚／陳彥鈞（台灣）；罗伟杰（香港）
夜行情報班成員，14歲，混合妖，擁有搜索妖氣的能力。為了要冒充結界師的數目而被紫遠帶到黑芒樓。黃色頭髮，不太知道要如何與志志尾相處，但似乎一直將志志尾當做好友一般看待，只是不坦率沒說出口而已。在黑芒樓篇後與秋津秀進入烏森學園就讀，並進行正守交代的任務觀察正統繼承人的變化，夜行成員和宿。一開始很討厭良守，認為他不夠資格當正統繼承人(認為正守比較適合)，還提議與良守一戰；不過後來化解了對良守的敵意，兩人也成為了朋友。在火黑要用全力攻擊良守時用火黑的斷刃阻擋其攻擊，幫助良守拖延時間完成結界。
秋津秀
配音：增川洋一（日本）；黃天佑／歐祖豪（台灣）
夜行情報班成員，15歲，混合妖，會飛行，完全變化時會失去意識、並吸食別人的血液，而且飛行速度會變快，對於變化時會把衣服弄破這點非常在意。
箱田
配音：山口登（日本）；孫中台／歐祖豪（台灣）
夜行情報班成員，偵查員，具有千里眼。頭上總是套著紙袋，似乎喜歡睡壁櫥裡。

#### 運輸班
蜈蚣
配音：渡邊讓（日本）；賀宇傑／陳彥鈞（台灣）
夜行運輸班主任，能從口中吐出絲，形成一條黑色蜈蚣。

#### 咒術班
染木文彌
夜行咒術班主任，17歲，咒術師。
織原絲
夜行咒術班成員，17歲，解咒師。

#### 教育班
花島亞十羅
配音：高乃麗（日本）；龍顯蕙／劉如蘋（台灣）；吳小藝（香港）
夜行咒術班主任，24歲，妖獸使，負責訓練妖獸。是志志尾的啟蒙教師，一心想為限報仇，到最後由良守為他完成這個心願。
雷藏
配音：高戶靖廣（日本）；孫中台／陳彥鈞（台灣）；何偉誠（香港）
亞十羅的妖獸，外型像一隻白色的熊，具有操縱雷的能力，會反射性放電。個性單純，是限在夜行最好的朋友，看到限會衝過去抱他，不過令限很苦惱。
魔耳郎
配音：下和田裕貴（日本）；馮嘉德／連婉鈞（台灣）；劉惠雲（香港）
亞十羅的妖獸，外型像蝙蝠，具有飛行的能力。
潛助
配音：河杉貴志（日本）；黃天佑／連婉鈞（台灣）；劉惠雲（香港）
亞十羅的妖獸，行動像地鼠，多次把時音拌倒。
夜一
配音：大西健晴（日本）；黃天佑／陳幼文（台灣）
亞十羅的妖獸，有操縱影子的能力。常被月之丞戲弄。
月之丞
配音：村治學（日本）；李世揚／張立昂（台灣）
亞十羅的妖獸，外型像鷹馬，主要是運用帶有鐮刀構造的尾巴攻擊。常戲弄夜一。

#### 救護班
菊水
夜行救護班主任。性別不明，但看起來像男孩。
白菊
夜行救護班成員。性別不明，但像菊水頭髮變長的模樣。

#### 其他成員
春日夜未
配音：桑島法子（日本）；龍顯蕙／連婉鈞（台灣）
夜行成員，操鬼師。曾帶著夜鬼襲擊烏森之地，後來加入夜行，負責收集情報。她的年齡似乎比正守還大，不過外表與良守和時音相差無幾。
夜鬼
配音：江川央生（日本）；李世揚、馮嘉德〔變小〕／陳幼文、楊詩穎〔變小〕（台灣）
夜未操縱的鬼。
操
配音：藤田咲（日本）；馮嘉德／連婉鈞（台灣）
夜行成員，小女孩，可以操縱無生命的物體，不喜歡殺人和鬥爭。
明
配音：川名真知子（日本）；龍顯蕙／楊詩穎（台灣）
夜行成員，小男孩，可讓一物體暫時透明化，很依賴操。
蜩
夜行成員，似乎能使用咒力施加在自己身上，改變外表來戰鬥，戰鬥時為刃鳥美希的坐騎。
愛川
配音：近藤廣務（日本）；孫中台／陳幼文（台灣）
夜行成員，料理長。
保姆
配音：深澤繪美（日本）；龍顯蕙／楊詩穎（台灣）
夜行成員，本名不詳，胸前抱著一個看起來像嬰兒的東西，戰鬥時嬰兒能夠巨大化。
箱田母親
配音：岡本奈美（日本）；馮嘉德／楊詩穎（台灣）
夜行後方支援。

### 附屬機關

#### 調査室
探野耕造
調査室室長。
波平
調査室調査員。

#### 檢查室
負責審訊犯人，位於斷頭島上。現在斷頭島已被大火燒毀。
夜城
裡會檢查室特別調查班的成員，全身穿著黑衣黑面罩的女性精神系異能者，能操縱旁人看不見黑色大鳥攻擊他人精神，但被良守的絕界打敗，最終疑似自盡而亡(因為要說出狩獵神佑地的幕後黑手，所以被放置於體內的總帥的海蛇給殺害)。以黑色大鳥作為精神攻擊。
夕上清輝
特徵為海帶頭。能力是使用咒力操縱自己的血液變成各種型態。時音因為殺害土地神的罪名被帶上斷頭島時，幫助她逃離那座島。因為幾個小時下來的相處，和時音交談顯的熟落，良守則視為「打情罵俏」，因而稱夕上是「戴著眼鏡的惡魔」。現因檢查室被燒毀而請求轉任調查室工作。
炎上寺彩子
是一個妖力很高的混合妖，擅長使用鎖鏈，手可以不斷伸長屬於高邪氣類型，自療能力之高被夕上稱為幾乎是不死之身。是二重能力者能使用特定咒術(爆炸的符咒或是島內狩獵時用來追蹤時音的符咒和地圖)。於漫畫22集，時音在斷頭島時，下令島內狩獵追捕時音。追捕時音時戲稱時音為小貓咪或小丫頭。而她認為比自己年紀還小的女人都該死。
炎上寺彩覺
炎上寺彩子的弟弟，同樣為斷頭島上的負責人。紀錄者。

#### 記錄室
波平
奥久尼的部下。
磯貝
奥久尼的部下。
綺砂魚
奧久尼的部下，女性，能力為魚形狀的精神支配系能力者。在奧久尼死後幫助正守，與細波慧一起探查記錄者們腦中的記憶。

#### 蛇眼
裏會的機密預言組織，其成員為擁有預言素質的人類。在淵見役的巫女死後面臨解散的命運。
望
蛇之目的首領『淵見役的巫女』，負責預測未來並進行預知和預言，在交代早紀去神佑地傳達預言後自盡。
早紀崎
蛇之目的巫女，到全國各神佑地傳達預言在最後的目的地烏森時，因為放出的幻覺蝶，為烏森學園中的學生帶來了傷害，為了賠罪，剪斷自己的頭髮（據她說：對巫女來說，剪掉頭髮會令靈力下降）。把頭髮留下，好讓時子等人放她回去（因為她的主人，也就是望大人，在交代她去傳達預言後叫她一定要回去）。

## 扇一族
扇七郎
扇家七男，17歲（漫畫最後一話時為18歲），扇一族本家預定下屆當家，綽號「死神」。能力為自然系操縱者，操縱風。即是在風使之中也是特別的存在,由於自身的存在便能使風自願向其臣服,所以御風時不需耗費咒力,也因此幾乎是最強的風使。外表為身穿制服的高中生時常面帶微笑，擁有殺害扇一郎、狐之塚奇平並擊敗正守的強大力量。目前依照裏會總帥的命令破壞裏會各處室，之後在嵐座木神社一戰後，與總帥為敵。不喜歡被別人叫做少爺。很受女生歡迎。在漫畫最後繼承了扇一族的事業。
扇六郎
24歲，扇一族本家六男，扇七郎之兄。外貌如同少年般。
扇二藏
82歲，扇一族本家現任當家，扇七郎之父。過去被稱為風神。認為扇七郎因為號稱死神的緣故所以很囂張，但是每次被扇七郎反駁:「爸爸從前被稱做風神時，就沒這樣過？」的時候就會很大聲的用「廢話少說」罵回去。
紫島
七郎的隨從。

## 私立烏森學園

### 學生
神田百合奈
配音：和希沙也（日本）；龍顯蕙／連婉鈞（台灣）；周文瑛（香港）
良守的同班同學，有靈感能力，可以看到幽靈和妖怪。為了賞花，在某次半夜到烏森學園，快被妖怪攻擊時，良守滅了那隻妖怪，從那晚上以後，得知良守、時音是結界師，並幫他們保密。
田端弘
配音：手塚祐介（日本）；黃天佑／陳彥鈞（台灣）；何偉誠（香港）
良守的好友，喜歡蒐集情報。
市谷友則
配音：大原崇（日本）；李世揚／陳幼文（台灣）；罗伟杰（香港）
良守的好友，戴眼鏡。
恭子
配音：世戶沙織（日本）；馮嘉德／劉如蘋（台灣）
百合奈的好友。
綾乃
配音：岡本奈美（日本）；龍顯蕙／楊詩穎（台灣）
百合奈的好友。
六本木樹理亞
高中部1年級，獲得「烏森女豹」別名的女生，以強硬手段追求男生著稱。曾經一度看上良守。
川上雲母
配音：內藤千晶（日本）；龍顯蕙／連婉鈞（台灣）
時音的好友，動畫原創角色。
篠原真櫻
配音：弓場沙織（日本）；馮嘉德／劉如蘋（台灣）
時音的同學，動畫原創角色。會說些刻薄的話的大小姐。
品川葵
配音：白石涼子（日本）；馮嘉德／劉如蘋（台灣）；朱妙蘭（香港）
志志尾的同學，動畫原創角色。小學曾跟良守同班，擅長畫圖，恭子說她是瓜子臉的美少女那一型。暗戀著志志尾，告白後被拒絕。

### 教師
黑須幸生
配音：志村知幸（日本）；孫中台／歐祖豪（台灣）；罗伟杰（香港）
烏森學園國中部的國語教師，也是良守的班導。
三能辰巳
配音：大川透（日本）；黃天佑／陳彥鈞（台灣）；李家傑（香港）
烏森學園高中部的英文老師，受到高中部女學生的喜愛。異能者，會操縱蛇。曾經被傀儡蟲操縱而攻擊良守和時音，後來傀儡蟲被良守和時音消滅因而擺脫控制。
洛克薩努／蘿珊兒
配音：松井稜太郎（日本）；龍顯蕙／劉如蘋（台灣）
粉紅色的蛇。
西蒙努／西蒙兒
配音：高橋麗美香（日本）；馮嘉德／連婉鈞（台灣）
紫色的蛇。
傑西非努／喬菲兒
配音：市川結花（日本）；龍顯蕙／楊詩穎（台灣）
綠色的蛇。
青木
配音：北西純子（日本）；龍顯蕙／劉如蘋（台灣）；周文瑛（香港）
黑須的同事，女教師。

## 黑芒樓

### 主人與幹部
公主
配音：松井菜櫻子（日本）；龍顯蕙／劉如蘋（台灣）；吴小艺（香港）
黑芒樓創造者。多年前因力量強大，憑空創造了黑芒樓城堡所在的空間，她的生命維持著空間的穩定。真實樣貌為妖狐名為黑芒。黑芒樓曾經進攻過兩次烏森，第一次公主親臨烏森，力量龐大到良守爺爺繁守都認為這次會戰死，後來因烏森之地的反抗而撤軍。在黑芒樓遇見入侵的良守，因欣賞良守而賦予良守力量。死前被白背著她漫步花田，最後隨著空間一起消失。
白
配音：津田健次郎（日本）；黃天佑／陳幼文（台灣）；李家傑（香港）
黑芒樓主管者。79歳，原本是人類，名為白沼，為加賀見的丈夫。後成為妖，可在妖怪體內植入蟲，進而取得情報或操控對方。本想打敗姬成為黑芒樓的主人，輸後留在姬身邊照顧她。深深愛著姬，姬死前白背著她漫步花田，最後隨著空間一起消失。
火黑
配音：平田廣明（日本）；孫中台／陳彥鈞（台灣）；黎家希（香港）
黑芒樓幹部。實力也是頂尖的，樣子為身著武士服的木乃伊，能從身體任何部位伸出刀刃，移動速度極快，並能輕易斬斷結界。
400年前曾是人類，名字為黑田源一郎，純粹享受戰鬥而做妖怪的劍客。因為想要變強而和所有對決的人要求真劍勝負（一般的劍客對決切磋使用的是木刀，而用到真劍的時候必須有一方被殺死才能結束）。因為會錯朋友坂井給予的忠告「遇神殺神，遇佛殺佛」的意思而殺了許多人，並遇過結界師間時守，見識到完整的絕界，最後變成了殺人鬼，後來殺了自己的朋友坂井成為了現在這副妖怪的模樣，為了讓自己變得更強且活得更自由自在而選擇成為妖怪。
帶領著披人皮的妖怪們進攻烏森，後來在黑芒樓總進攻時殺死了志志尾，最後在黑芒樓與良守決戰，被良守以不完整的真界消滅。
牙銀
配音：三宅健太（日本）；孫中台／陳幼文（台灣）；杨耀泰（香港）
黑芒樓幹部·執行一部首領。戰鬥力強大，一般的結界攻擊對他無效，能變身成半人馬型態提身戰鬥力。烏森一戰，在漫畫中由正守以絕界擊敗；動畫中被良守、時音和志志尾合力消滅。
紫遠
配音：田村真紀（日本）；馮嘉德／劉如蘋（台灣）；周文瑛（香港）
黑芒樓幹部·執行二部首領。擅長傀儡術。什麼東西都怕麻煩而草草了事。擁有比碧闇想像不到的強大力量。
藍緋
配音：小島幸子（日本）；龍顯蕙／連婉鈞（台灣）；朱妙蘭（香港）
黑芒樓幹部·研究部長。發明讓妖怪能在白天行動的人皮，負責製作各種儀器延長姬的生命。真身為花的妖怪，同時擁有力量和智慧的高等妖怪，真身戰鬥時能夠以藤蔓攻擊以及限制對方行動，即使被斬斷也能迅速再生，藤蔓上的花苞若開花則會另敵人陷入幻覺。很久以前曾經愛過一個身體虛弱的人類男性（聲：高橋廣樹）。後來被火黑殺死，死前有散播出疑似種子的東西，那疑似種子的東西最後回到所愛男人的身邊。
碧闇
配音：山本健翔（日本）；賀宇傑／陳彥鈞（台灣）；黄志明（香港）
黑芒樓幹部·情報部長。雙手上有數隻眼睛，能穿透物體窺探到遠方，會用針釘住影子來限制對手行動。曾調查過無色沼和烏森之地，在黑芒樓崩壞後被紫遠做成傀儡。
江朱
配音：田村勝彦（日本）；孫中台／張立昂（台灣）
黑芒樓幹部·總務部長。負責管理城堡。真身為章魚的妖怪。在漫畫中被良守以結界一擊消滅；動畫中被時音消滅。
左金
配音：川本克彥（日本）；李世揚／歐祖豪（台灣）；何偉誠（香港）
黑芒樓幹部·執行一部No.2，取代牙銀成首領，動畫原創角色。性情邪惡，擁有過人的力量，戰鬥時可以發射螺旋狀的光炮，在黑芒樓總攻戰時被正守以絕界擊殺。

### 其他妖怪
監視者
配音：竹若拓磨（日本）；孫中台／陳幼文（台灣）
黑芒樓妖怪，任務是觀察結界師，第一個披上人皮實驗者妖怪。
茶南
配音：咲野俊介（日本）；賀宇傑／歐祖豪（台灣）；黃志明（香港）
進攻烏森的刺客，披上新型人皮實驗者妖怪之一。
赤亞
配音：佐藤節二（日本）；李世揚／陳幼文（台灣）；何偉誠（香港）
進攻烏森的刺客，披上新型人皮實驗者妖怪之一。
灰泉
配音：西凛太朗（日本）；黃天佑／陳彥鈞（台灣）；羅偉傑（香港）
進攻烏森的刺客，披上新型人皮實驗者妖怪之一。
波綠
配音：中村大輔（日本）；孫中台／張立昂（台灣）；李家傑（香港）
進攻烏森的刺客，披上新型人皮實驗者妖怪之一。
緋水
配音：駒谷昌男（日本）；李世揚／歐祖豪（台灣）
黑芒樓研究部成員，動畫原創角色，被良守擊敗。
蛇女
配音：與野光（日本）；龍顯蕙／連婉鈞（台灣）
黑芒樓成員，動畫原創角色，被時音擊敗。

## 其他
松戶平介
配音：野澤那智（日本）；李世揚／陳彥鈞（台灣）；羅偉傑（香港）
大學名譽教授，70歲。修史和繁守的老朋友，性格古怪。曾一度被認為被紫遠暗殺了，事實上是傀儡代替，再度出現在黑芒樓，和白有仇，並殺死白。
加賀見
配音：百百麻子（日本）；龍顯蕙、黃天佑〔惡魔〕／楊詩穎、陳幼文〔惡魔〕（台灣）
松戶平介所召喚出來的惡魔，因為訂下契約，幻化成加賀見利佐的容貌並稱呼松戶為教授，按照契約將外表扮成白的妻子，也是松戶喜歡的女人的外表。
加賀見利佐／麗莎
配音：本名陽子（日本）；馮嘉德／楊詩穎（台灣）
白的妻子，因為實驗失敗導致毀容，之後自殺。
花乃小路夢子
配音：野澤雅子（日本）；馮嘉德／劉如蘋（台灣）
幽靈事務所的創辦人，通稱「大媽」。可以跟幽靈對話，令幽靈成佛。
月地岡真彥
配音：遠近孝一（日本）；李世揚／歐祖豪（台灣）；李家傑（香港）
幽靈，生前為甜點師傅，因掛念弟弟而不能成佛。
月地岡俊彥
配音：石田彰（日本）；黃天佑／陳彥鈞（台灣）；羅偉傑（香港）
月地岡真彥的弟弟。
村上正直
配音：掛川裕彦（日本）；孫中台／陳彥鈞（台灣）
幽靈，生前為上班族。
八王子君也
配音：平川大輔（日本）；黃天佑／陳幼文（台灣）；羅偉傑（香港）
中央東高校的2年級，被妖怪附身。
志志尾涼
配音：小笠原亞里沙（日本）；龍顯蕙／劉如蘋（台灣）
20歳，限的姐姐。瞳孔為暗灰色，綁馬尾，對弟弟志志尾限非常關心。
志志尾鐵齋
配音：谷昌樹（日本）；孫中台／陳幼文（台灣）
59歳，限的父親。
山口勉
配音：日野未步（日本）；龍顯蕙／楊詩穎（台灣）
限的小學同學。
初代人皮原型
配音：高橋廣樹（日本）；黃天佑／歐祖豪（台灣）
出身商人家的身體病弱男，和妖怪藍緋認識。
坂井
配音：宮本充（日本）；李世揚／歐祖豪（台灣）
黑田（火黑）在道場的朋友，他的劍術水平超越黑田。
金剛毅
追捕魔物『邪煉』封魔師。17歲，就某方面來說，和良守很像；有著跟良守一樣的個性，雖然自稱是17歲、不過就行為上來看跟良守一樣。
黑鐵
封魔師。金剛的師傅。金剛12歲時救了他。
鎖上
封魔師。黑鐵的師兄。
銀次
烏鴉聯盟總元締，通稱「隻眼銀次」。

## 妖怪
多頭
配音：渡邊英雄（日本）；孫中台、黃天佑、賀宇傑／張立昂、連婉鈞、陳幼文（台灣）
三顆頭的鳥妖。
弓鐵
配音：西前忠久、谷井明日香〔幼體〕（日本）；賀宇傑、馮嘉德〔幼體〕／歐祖豪、連婉鈞〔幼體〕（台灣）
蜈蚣妖，幼體狀態是個小女孩。
鋼夜
配音：江原正士（日本）；孫中台／宋克軍（台灣）
妖犬。斑尾500年前的伙伴，後來因銀露（斑尾）的“背叛”而被時守抓住，銀露幫他求情，於是被時守放走。500年後在烏森與斑尾戰鬥，死於斑尾手下，後來被墨村正守復活。
骨太郎
配音：津津見沙月（日本）；龍顯蕙／連婉鈞（台灣）
鋼夜的部下，桃太郎外貌的妖怪，最後被放走。
唔齁助
配音：田中英樹（日本）；孫中台／陳幼文（台灣）
鋼夜的部下，猿猴外貌的妖怪，最後被放走。
長尾
配音：山口登（日本）；黃天佑／劉如蘋（台灣）
鋼夜的部下，雉雞外貌的妖怪，最後被放走。
蠍鎌
配音：大友龍三郎（日本）；黃天佑／歐祖豪（台灣）
蠍子妖，會脫皮變化後會更大也更堅硬，具有很強烈的臭味。最後被正守消滅。
白羽兒
配音：松本和香子、齊藤貴美子、姫野惠二（日本）；李世揚、賀宇傑、黃天佑／劉如蘋、楊詩穎、連婉鈞（台灣）
人形三胞胎妖怪，為了調査烏森被派往現場，最後被良守和時音聯手消滅。
八手
配音：櫛田泰道（日本）；黃天佑／陳幼文（台灣）
有八隻手的巨型妖，最後被正守消滅。
大頭車
配音：後藤哲夫（日本）；孫中台／陳幼文（台灣）
輪入道外貌的妖怪，被良守消滅。
妖曲齋
配音：長島雄一（日本）；孫中台／陳幼文（台灣）
狐狸外貌的妖怪，被良守、時音、限等人聯手消滅。
腦男
配音：龍田直樹（日本）；孫中台／陳彥鈞（台灣）
大腦外貌的妖怪，能潛伏在人類的腦中操控他，被時音消滅。

## 土地神與隨從
烏龍大人
配音：茶風林（日本）；孫中台／陳彥鈞（台灣）
土地神，400年前居住於烏森之地，周圍一帶的土地皆屬烏龍大人的土地，而烏森之地則是中心地帶。烏森原本是一片漆黑無邊無際的森林，烏龍大人就住在這森林的正中央，正好就是現今烏森學園的佔地位置。400年前間時守為了封印宙心丸曾多次向烏龍大人請求將烏森之地讓與他，但都被拒絕，直到最後以獲得更為絕佳的住所作為條件讓出森林的中央區域而移居到隔壁鎮的無色沼。約每100年床鋪會壞掉，此時就會來找結界師幫忙修理，但這次出來找結界師距上次僅50年。喜歡吃甜甜圈。
豆藏
配音：齋藤志郎（日本）；李世揚／陳幼文（台灣）
烏龍大人身邊的隨從。個子很小，曾被烏龍大人不小心吃進嘴裡。說話相當的不客氣，虽然个子小，但是能力倒是很大，据他自己说用一晚上就能恢复被黑芒楼破坏的无色泽（水被吸干，还被挖了个深不见底的洞）。
黑雲齋
「大天狗」會羽山。天狗之城的城主，也是會羽山的土地神，因為迷戀人類女性而一度讓會羽山天狗之城的繼主後繼無人，也因此使在他身邊輔佐的烏天狗紫堂跑去找良守求救；後來在紫堂對他說「只要年輕，就會受女子歡迎」之後下定決心閉關修煉本來已經杜絕對女子有欲望的想法，結果又因為良守把時音帶到天狗之城而再度復發，使分裂出的繼主和他一樣喜愛女子。不過就本質上來看，是個珍惜自己手下、對兒子很溫柔的父親。
飛丸
會羽山天狗之城的下一任城主兼土地神，外表來看是個很可愛的小男孩(有翅膀)，可惜的是跟他的父親一樣，喜歡女子(似乎對金髮的特別注重)在出生後第一個就黏到時音身上，抱她的胸部後來被良守抓下來，結果又跑去找影宮閃(因為他長得很像女孩)結果被小閃用爪子打飛(還惹小閃發飆)飛丸評時音為:「胸部的味道很香」。飛丸評小閃為:「不是女生很可惜如果是女生，金髮的他很喜歡」。
紫堂
「烏天狗」服侍黑雲齋的烏天狗。找良守要他幫忙，變成人類的外型時是個英俊的男子，不知道為什麼對女人很有一套。
灰澤&灰川
天狗之城的烏天狗之一，在良守對烏鴉們的要求下帶著良守和時音、影宮閃(偷渡)來到天狗之城。不過負責載時音的灰川，因為多了個偷渡客(影宮閃)而幾乎累倒垮。
淡幽
與烏龍大人一樣，是神佑地之土地神，雖然身為土地神，但個性似乎是出乎意料的懦弱(良守曰)，與無道在同集漫畫中初次登場。起初良守以為正守在追捕的人正是他，為想逃出異界而企圖奪取良守的身體，卻在良守的「言語攻勢」(？)中敗下陣來。對於生存沒有欲望，只希望活在幻覺中「比起身不由己的現實，活在愉快的幻覺中不是更快活。」淡幽曰以致經常讓身旁的人替他擔心；最後和良守和正守合作，讓無道消逝在次元領域中。真身是鶴鳥。
繭香
嵐座木神社的土地神，扇本家所管理的土地，據時守所說：「繭香大人還是那麼獨愛溫柔的男子呀！」話中可以知道，她似乎特別眷顧溫柔的人。另外時守說過：「以前繭香大人是個只要心血來潮就會把城鎮弄的天翻地覆的神。」而扇本家正統繼承人就是為了要平復這種情況而選出來的人(意思就是當作供品一樣)很喜歡扇七郎，評扇二藏為：「也是一個很好的男人呢!」。真身是一隻飛蛾(變成人形的時候頭上也有觸角)。最後因為要讓霸久魔之地的前主人魔浦羅大人有更舒適的地方，而被扇七郎殺掉。
魔浦羅大人
霸久魔之地的原土地神，因為霸久魔之地將成為宙心丸新的封印場所，最後經良守及時音要求答應讓出霸久魔之地移居到嵐座木神社，成為嵐座木神社的新土地神。一直以來被認為是魔浦羅大人的人實際上是守望者，自稱「即是全部，又為虛無」，跟魔浦羅大人有一模一樣的臉，喜歡待在魔浦羅大人的身邊。真正的魔浦羅大人一直到最後土地交接時才由守望者呼喚現身。